# St. Germanus (Haaren)

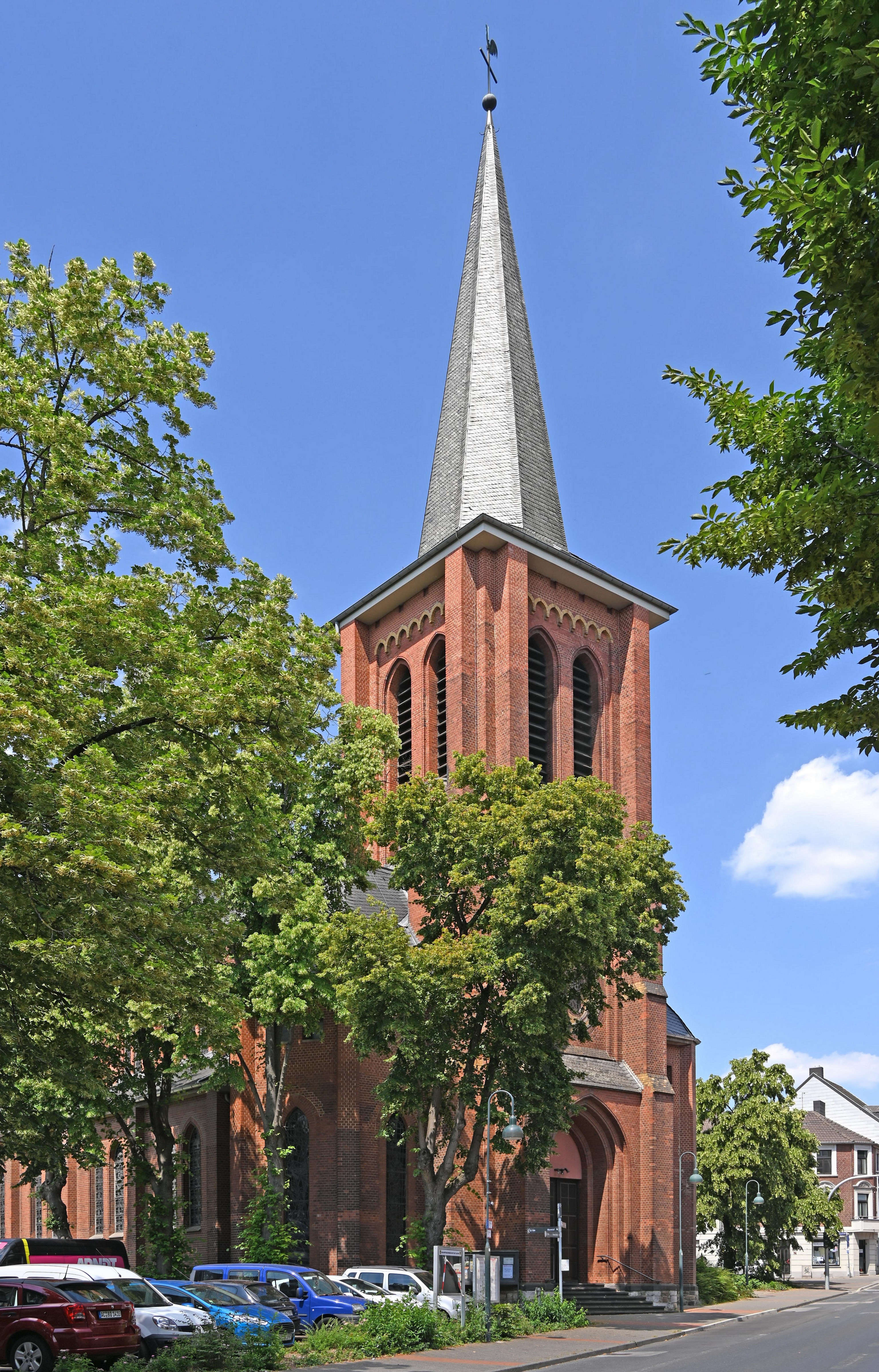
St. Germanus

Die katholische Pfarrkirche St. Germanus ist ein denkmalgeschütztes Kirchengebäude in Haaren, einem Stadtbezirk der Stadt Aachen in Nordrhein-Westfalen. Sie gehört seit 2009 zur Pfarrei Christus unser Bruder der katholischen GdG Aachen-Nord und bildete zuvor seit 1976 zusammen mit St. Martin und St. Hubert in Verlautenheide eine Pastoralgemeinschaft, bei der sich die Pfarrer die Aufgaben pfarrübergreifend untereinander aufteilten. Das heutige Kirchengebäude steht unter dem Patrozinium des Germanus von Auxerre.

## Geschichte
Haaren gehörte im Mittelalter zur Pfarre Würselen und der dortigen St.-Sebastian-Kirche. Erst 1623 wurde Haaren zur Pfarre erhoben, hatte aber schon viele Jahre früher einen eigenen Kirchenbau. Ein Dokument aus dem Jahr 1483 zeigt, dass diese Kirche mindestens um diese Zeit bereits den Namen Germanus trug.

### Vorgängerbau

Haarens alte Kirche, skizziert von Heinrich van Kann
Grundriss alte und neue Kirche

Unmittelbar neben der heutigen Kirche hat nördlich davon bis 1892 eine Vorgängerkirche gestanden, ein wesentlich kleinerer Bruchsteinbau aus der Mitte des 14. Jahrhunderts. Die alte Kirche hatte einen Turm mit zwei Glocken, die 1357 und 1384 gegossen wurden. Der Turm wurde zeitweise auch als Wehrturm genutzt.
1704 wurde die Kirche um einen fünfseitigen Chor und eine Sakristei erweitert. Auch wurden Stützpfeiler aus Ziegelmauerwerk angebracht und neue, in Ziegeln eingesetzte Fenster eingebaut.
Ende des 19. Jahrhunderts war der Bau zu klein geworden, und der Kirchenvorstand beschloss, eine neue Kirche zu errichten. Bis sie 1892 fertig war, wurde die alte Kirche weiter benutzt, ihr Turm aber bereits abgetragen, um die Steine für das Fundament des Neubaus nutzen zu können, und weil sich die Grundrisse beider Kirchen an dieser Stelle überlappten. Danach wurde auch das alte Haupthaus abgerissen. Teile der Einrichtung vom Anfang des 18. Jahrhunderts – Altar, Beichtstuhl und Kanzel – wurden an die damalige Notkirche St. Antonius in Oberkassel gegeben und gelangten später in die St.-Anna-Kirche in Düsseldorf-Niederkassel, wo sie sich noch heute befinden. Die Glasfenster aus der Zeit von 1710 bis 1716 wurden an das Suermondt-Ludwig-Museum in Aachen gegeben, die beiden Glocken kamen ins Erzbischöfliche Diözesanmuseum in Köln.

### Neubau 1890

St. Germanus um 1900

Mit dem Neubau wurde 1889 der Haarener Architekt und Baumeister Heinrich van Kann beauftragt. Er plante eine sehr viel größere Kirche dicht neben der alten Kirche und genau entgegengesetzt ausgerichtet. Grundsteinlegung war am 11. Mai 1890, die Einweihung fand am 3. Mai 1892 statt. Der dreischiffige neugotische Backsteinbau mit Querschiff hatte einen Glockenturm mit Turmuhr, einer hohen Spitze und vier Flankierungstürmchen.

### Wiederaufbau nach dem Zweiten Weltkrieg
Im Zweiten Weltkrieg hatte die Kirche zunächst nur wenig Schaden genommen, doch im Oktober 1944 führte starker Artilleriebeschuss dazu, dass das Dach der Kirche und des Kirchturms in Flammen aufgingen und völlig ausbrannten. 
Nach ersten provisorischen Schutzmaßnahmen wurde ab 1952 der Wiederaufbau ausgeführt. Die Kirche erhielt ein neues Dach, die Fenster wurden zeitgemäß umgeformt und Strebepfeiler neu hochgezogen. Allerdings blieb der Turm lange Zeit ein Stumpf ohne Spitze. Erst 1966 wurde nach den Plänen der Aachener Architekten Willy und Karlheinz Rommé ein spitzer Turm auf einem sich verjüngenden Dach errichtet. Der Turm ist damit deutlich kleiner und hat einen anderen Stil als der ursprüngliche Turm, hat aber eine gewisse Ähnlichkeit mit der älteren Kirche.

## Ausstattung

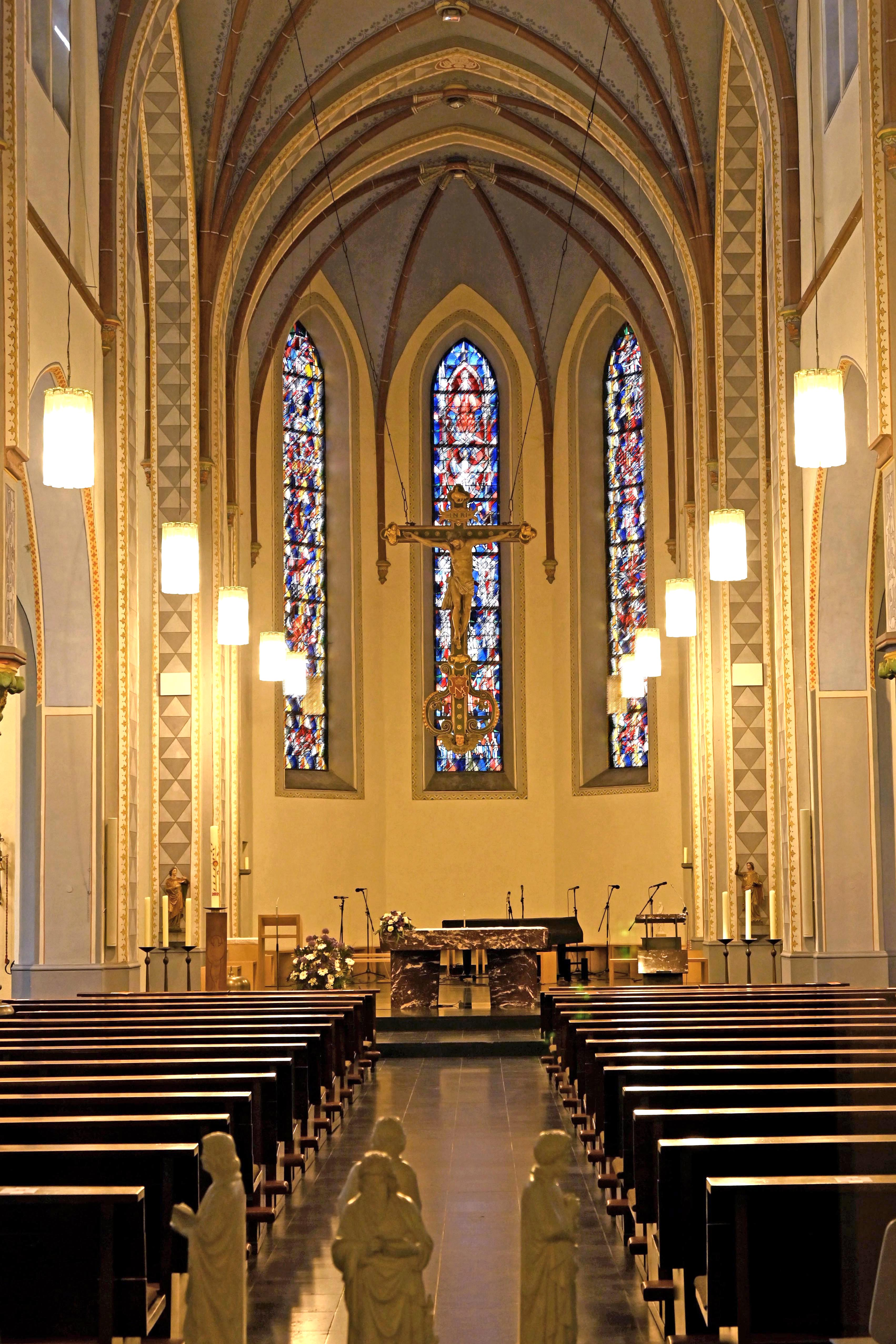
Mittelschiff mit Blick zum Altar

Bei dem Neubau 1892 sollte auch das Innere neu erstrahlen. Und so wurde nur wenig aus der alten Kirche übernommen. Der neu geschaffene Altar wurde 1944 ein Opfer des Kriegsgeschehens. 1952 erhielt die Kirche einen neuen Hauptaltar mit einer Altarplatte aus Marmor.
Noch aus der alten Kirche stammen eine Strahlenmadonna (nach 1600) und ein Taufstein aus Blaustein aus dem Jahr 1598. Ein Triumphkreuz, dessen Mittelteil vermutlich aus dem 17. Jahrhundert stammt und dessen Enden die vier Evangelisten zeigen, wurde erst nach der Renovierung 1955 gefunden und aufgehängt. Über dem Altar hängt ein bronzenes Kreuz, das von dem Bildhauer Bonifatius Stirnberg geschaffen wurde.
Alle Fenster der Kirche wurden in der Zeit von 1955 bis 1975 von dem Kirchenkünstler Ernst Jansen-Winkeln in Mönchengladbach entworfen und in Linnich in der Glasmalerei Oidtmann gefertigt.

## Orgel

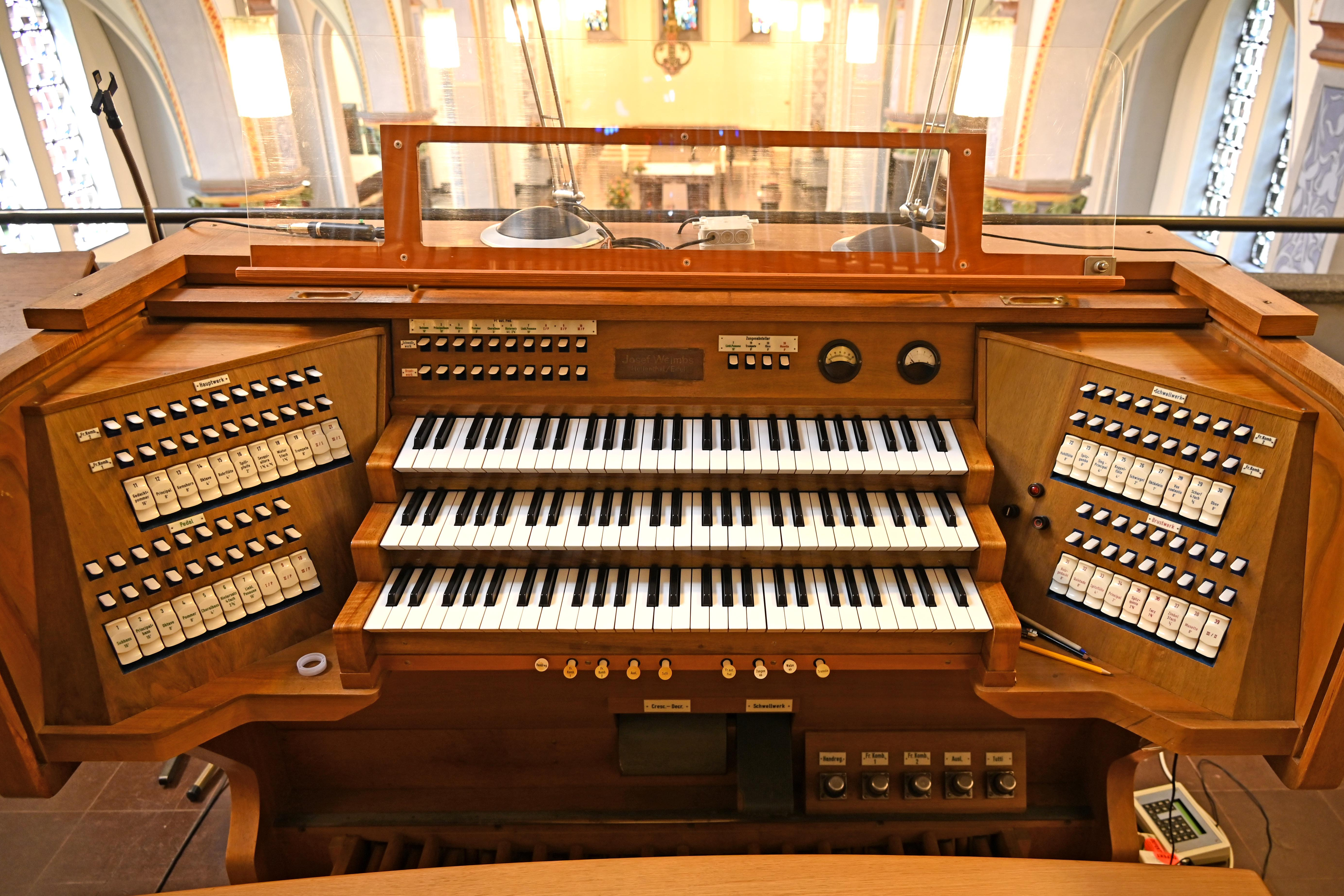
Weimbs-Orgel (1967)

Die Orgel wurde 1967 von der Firma Weimbs erbaut. Das Schleifladen-Instrument hat 33 Register, verteilt auf drei Manuale und Pedal. Die Spiel- und Registertrakturen sind elektrisch. 2014 erfolgte eine Überholung, bei der die Aliquotregister im Brustwerk eine Oktave tiefer gerückt wurden, und das Oberton-Register im Schwellwerk durch eine Schwebung ausgetauscht wurde. Die derzeitige Disposition lautet wie folgt:
| I Hauptwerk C–g3 |       |
| Gedacktpommer    | 16′   |
| Principal        | 8′    |
| Gemshorn         | 8′    |
| Oktave           | 4′    |
| Rohrflöte        | 4′    |
| Spillpfeife      | 2′    |
| Sesquialtera II  | 1 ⁄3′ |
| Mixtur V         | 1 ⁄3′ |
| Trompete         | 8′    |

| II Brustwerk C–g3 |        |
| Holzgedackt       | 8′     |
| Quintade          | 8′     |
| Spitzflöte        | 4′     |
| Principal         | 2′     |
| Nasard            | 2 ⁄3′  |
| Terz              | 1 3⁄5′ |
| Zimbel III        | 1⁄2′   |
| Musette           | 8′     |

| III Schwellwerk C–g3 |      |
| Hohlflöte            | 8′   |
| Spitzgamba           | 8′   |
| Singend Principal    | 4′   |
| Koppelflöte          | 4′   |
| Schwiegel            | 2′   |
| Oktävlein            | 1′   |
| Vox coelestis        | 8'   |
| Scharf IV            | 2⁄3′ |
| Oboe                 | 8′   |
| Tremolo              |      |

| Pedalwerk C–f1 |       |
| Subbass        | 16′   |
| Principalbass  | 16′   |
| Oktave         | 8′    |
| Pommer         | 8′    |
| Choralbass     | 4′    |
| Hintersatz IV  | 2 ⁄3′ |
| Liebl. Posaune | 16′   |

- Koppeln: II/I, III/I, III/II, I/P, II/P, III/P
- Spielhilfen: Handregister, zwei freie Kombinationen, Tutti, Automatisches Pedal, Crescendowalze, Zungenabsteller

## Glocken
In der alten Kirche waren zwei Glocken, eine aus dem Jahr 1357, die andere von 1384. Letztere hat die gleiche Inschrift wie die Marienglocke von St. Sebastian aus dem gleichen Jahr. Beide Kirchen gehörten seinerzeit zur gleichen Pfarre. 1823 wurde für St. Germanus eine dritte Glocke gegossen. Sie wurde aber wegen eines Risses wieder eingeschmolzen. Die beiden alten Glocken wurden 1891 an das Erzbischöfliche Diözesanmuseum verkauft.
Die neue Kirche von 1892 erhielt vier Glocken mit den Namen Maria, Germanus, Aloisius und Valentin. Von diesen Glocken wurden 1917 drei konfisziert und eingeschmolzen. 1927 wurden in Gescher bei Petit & Gebr. Edelbrock neue Glocken in Auftrag gegeben. Aber auch von ihnen wurden 1942 zwei beschlagnahmt. 
Nur die Glocke Germanus von 1927 hat überstanden und hängt heute im Turm, zusammen mit einer Leihglocke, die vom Hamburger Glockenfriedhof nach dem Krieg der Gemeinde überlassen wurde, und einer 1972 gestifteten Glocke, die die Eifeler Glockengießerei in Brockscheid herstellte.